# 長野県道297号兎川寺鎌田線
長野県道297号兎川寺鎌田線（ながのけんどう297ごう とせんじかまだせん）は、長野県松本市を走る一般県道。

## 概要

### 路線データ
- 起点：松本市里山辺（兎川寺交差点）
- 終点：松本市鎌田1丁目（鎌田交差点）
- 車線数：2車線

### 重複区間
- 長野県道63号松本塩尻線（松本市筑摩4丁目、信号無交差点・筑摩交差点間）
- 長野県道295号平田新橋線（松本市庄内1丁目、庄内町交差点・松本市本庄1丁目、本庄一丁目東交差点間）

## 地理
周辺には、田川や薄川などがある。
- 富士電機 松本工場
- 長野県松本工業高等学校
- 松本市立筑摩小学校
- ホテルブエナビスタ
- 松本市立鎌田小学校

### 通過する自治体
- 長野県
  - 松本市

### 交差する道路
- 長野県道67号松本和田線（松本市里山辺＝兎川寺交差点、起点）
- 長野県道63号松本塩尻線（松本市筑摩4丁目、信号無交差点・筑摩交差点間）
- 国体道路（やまびこ道路）（松本市筑摩1丁目＝筑摩西交差点）
- 長野県道295号平田新橋線（松本市庄内1丁目、庄内町交差点・松本市本庄1丁目、本庄一丁目東交差点間）
- 国道19号（松本市鎌田1丁目＝鎌田交差点、終点）